# Április 25.
Április 25. az év 115. (szökőévben 116.) napja a Gergely-naptár szerint. Az évből még 250 nap van hátra.
Névnapok: Márk + Aisa, Ajnácska, Ajsa, Ángyán, Ányos, Ervin, Ervina, Ervínia, Everard, Hajnácska, Izmael, Kalliszta, Kasszandra, Márkus, Niké, Mohamed

## Események

### Politikai események
- 1465 – A Hedgeley Moor-i csata.
- 1512 – I. Szelim szultán lemondásra kényszeríti apját, II. Bajazid szultánt.
- 1974 – Katonai puccskísérlet Portugáliában.
- 1989 – Megkezdődik a szovjet csapatok részleges kivonása Magyarországról.
- 1992 – A harag napja Budapesten
- 1994 – Piotr Kołodziejczyk lengyel védelmi miniszter a NATO–központba látogat, hogy átadja országa PfP jelentkezési okmányát.

### Tudományos és gazdasági események
- 1990 – A Discovery űrrepülőgép rakteréből pályára helyezik a Hubble űrtávcsövet.

### Kulturális események

#### Irodalmi, színházi és filmes események
- 1719 – Angliában megjelenik Daniel Defoe: Robinson Crusoe c. regénye.

### Sportesemények
Formula–1
- 1982 –  San Marinó-i Nagydíj, Imola - Győztes: Didier Pironi  (Ferrari Turbo)
- 1993 –  San Marinó-i Nagydíj, Imola - Győztes: Alain Prost  (Williams Renault)
- 2004 –  San Marinó-i Nagydíj, Imola - Győztes: Michael Schumacher  (Ferrari)

Jégkorong
- 2015 –  Az IIHF divízió I-es jégkorong-világbajnokságon Magyarország második helyezést ér el, így feljut a főcsoportba. Győztes:  Kazahsztán

### Egyéb események
- 2005 – Japán 1963 óta legsúlyosabb vasúti balesete az Amagaszaki vasúti szerencsétlenség

## Születések
- 1214 vagy 1215 – IX. (Szent) Lajos francia király († 1270)
- 1228 – IV. Konrád német király († 1254)
- 1599 – Oliver Cromwell angol politikus, lordprotektor († 1658)
- 1769 – Marc Isambard Brunel angol mérnök, építész († 1849)
- 1785 – Balthasar Simunich császári-királyi altábornagy, az 1848-49-es szabadságharcban a császári hadsereg egyik katonai vezetője († 1861)
- 1815 – Markusovszky Lajos orvos, egészségügyi reformer († 1893)
- 1841 – Parádi Kálmán zoológus, tanár († 1902)
- 1859 – Nagy Virgil építészmérnök, egyetemi tanár († 1921)
- 1874 – Guglielmo Marconi Nobel-díjas olasz fizikus, a szikratávíró feltalálója († 1937)
- 1886 – Pólya Tibor magyar festő, grafikus († 1937)
- 1886 – Györgyi Dénes magyar műépítész, a Györgyi-Giergl művészcsalád tagja († 1961)
- 1900 – Wolfgang Pauli osztrák származású Nobel-díjas svájci fizikus († 1958)
- 1903 – Andrej Nyikolajevics Kolmogorov orosz-szovjet matematikus († 1987)
- 1903 – Hauswirth Magda magyar karikaturista, újságrajzoló, grafikus († 1999)
- 1915 – Marcos Evangelista Pérez Jiménez Venezuela elnöke († 2001)
- 1915 – Szabó Sándor Kossuth-díjas magyar színművész († 1997)
- 1917 – Jean Lucas francia autóversenyző († 2003)
- 1917 – Ella Fitzgerald tizenháromszoros Grammy-díjas amerikai dzsesszénekesnő († 1996)
- 1920 – Kéry Gyula magyar színész († 2002)
- 1921 – Karel Appel holland festő, szobrász († 2006)
- 1924 – Ballai István Aase-díjas magyar színész, a Győri Nemzeti Színház Örökös Tagja († 2015)
- 1924 – Szőnyi Erzsébet Kossuth-díjas magyar zeneszerző, karvezető, zenepedagógus, a nemzet művésze († 2019)
- 1924 – Szenes Iván magyar dalszövegíró, zeneszerző, érdemes művész († 2010)
- 1925 – Sergio Sighinolfi olasz autóversenyző († 1956)
- 1927 – Albert Uderzo francia karikaturista, képregényrajzoló („Astérix”) († 2020)
- 1930 – Ferrari Violetta Jászai Mari-díjas színésznő († 2014)
- 1931 – Ferge Zsuzsa Széchenyi-díjas magyar szociológus, egyetemi tanár († 2024)
- 1932 – Hajdufy Miklós magyar televíziós rendező, forgatókönyvíró († 2021)
- 1935 – Jászai László Jászai Mari-díjas magyar színművész († 2016)
- 1940 – Al Pacino Oscar-díjas olasz származású amerikai színész („Serpico”)
- 1940 – Philippe Taquet francia paleontológus, a Francia Akadémia levelező tagja.
- 1941 – Bertrand Tavernier francia filmrendező, forgatókönyvíró, producer
- 1941 – Harsányi Frigyes Jászai Mari-díjas magyar színész
- 1943 – Tony Christie (er. Anthony Fitzgerald) angol énekes
- 1945 – Björn Ulvaeus svéd énekes, dalszövegíró, az ABBA együttes tagja
- 1946 – Talia Shire (sz. Talia Rose Coppola) amerikai színésznő, Francis Ford Coppola húga, (Connie Corleone a Keresztapa trilógiában)
- 1946 – Földessy Margit magyar színésznő, színipedagógus
- 1947 – Johan Cruijff (eredeti nevén Hendrik Johannes Cruijff) holland labdarúgó, edző († 2016)
- 1948 – Andorai Péter Kossuth-díjas magyar színész, a nemzet színésze († 2020)
- 1948 – Detre Annamária magyar színésznő, szinkronszínésznő
- 1948 – Kovács Sándor kolozs-dobokai főesperes († 2018)
- 1949 – Vadnay Tünde magyar bábművész, színésznő
- 1952 – Vlagyiszlav Alekszandrovics Tretyjak háromszoros olimpiai és tízszeres világbajnok szovjet jégkorongozó, kapus poszton
- 1955 – Michael Denhoff német zeneszerző, csellista
- 1956 – Vészits Andrea magyar írónő, filmdramaturg
- 1957 – Nemcsák Károly Jászai Mari-díjas magyar színész, érdemes művész
- 1963 – David Moyes skót labdarúgó-edző
- 1963 – Götz Anna magyar színésznő
- 1964 – Andy Bell angol énekes, az Erasure szintipop együttes énekese, dalszövegírója
- 1968 – Bakó Gábor magyar táncművész, koreográfus, tanár
- 1969 – Renée Zellweger kétszeres Oscar-díjas amerikai színésznő
- 1974 – Szabó Judit magyar színésznő
- 1979 – Nagy Adrienn magyar színésznő
- 1981 – Felipe Massa brazil autóversenyző
- 1983 – Konstantin Tupikov lengyel műkorcsolyázó
- 1985 – Giedo van der Garde holland autóversenyző
- 1986 – Mácsai Krisztina snowboardos festő hallgató
- 1987 – Tanos Áron Elnök,  Magyar Szolidaritás Mozgalom ifjúsági tagozat
- 1988 – Sara Paxton amerikai színésznő
- 1989 – Aysel Teymurzadə azerbajdzsáni énekesnő
- 1990 – Jean-Éric Vergne francia autóversenyző
- 1991 – Jordan Burt amerikai színész

## Halálozások
- 1077 – I. Géza magyar király (* 1040 körül)
- 1472 – Leon Battista Alberti olasz humanista, építész, író, költő, filozófus, kriptográfus, nyelvész, reneszánsz polihisztor (* 1404)
- 1566 – Diane de Poitiers francia kurtizán, II. Henrik francia király hivatalos kegyencnője (* 1499)
- 1595 – Torquato Tasso itáliai barokk költő (* 1544)
- 1744 – Anders Celsius svéd természettudós (* 1701)
- 1818 – Tolnay Sándor az állatorvoslás első egyetemi professzora (* 1747)
- 1825 – Benkő Sámuel orvos, az első magyar kórboncnok (* 1743)
- 1865 – Kmety György honvéd tábornok, a török hadseregben Iszmail pasa néven dandártábornok (* 1813)
- 1882 – Karl Friedrich Zöllner német asztrofizikus, a csillagászati fotometria korszerűsítője (* 1834)
- 1914 – Fejérváry Géza magyar cs.és.kir. táborszernagy, miniszterelnök (* 1833)
- 1944 – Julier Ferenc katonatiszt, 1919-ben vezérkari főnök, katonai szakíró (* 1878)
- 1948 – Márkus László rendező, díszlet- és jelmeztervező, kritikus, drámaíró (* 1881)
- 1956 – Czapik Gyula egri érsek (* 1887)
- 1968 – Gróf Stomm Marcel honvéd altábornagy, II. világháborús  hadtestparancsnok (* 1890)
- 1972 – George Sanders brit színész (* 1906)
- 1977 – Méray-Horváth Zsófia műkorcsolyázó (* 1889)
- 1988 – Pataki Ferenc tornász, olimpiai bajnok (* 1917)
- 1995 – Ginger Rogers Oscar-díjas amerikai színésznő (* 1911)
- 1996 – Saul Bass amerikai grafikus, tervező és filmrendező (* 1920)
- 2001 – Baranyó Sándor magyar festőművész (* 1920)
- 2001 – Michele Alboreto olasz autóversenyző (* 1956)
- 2005 – John Love zimbabwe-i autóversenyző (* 1924)
- 2008 – Archie Bryde brit autóversenyző (* 1919)
- 2014 – Tito Vilanova spanyol labdarúgó, edző (* 1968)
- 2015 – Páll Mónika színésznő (* 1986)
- 2017 – Vajda Miklós magyar műfordító, kritikus, szerkesztő (* 1931)
- 2018 – Szervátiusz Tibor Kossuth-díjas magyar szobrászművész, a nemzet művésze (* 1930)
- 2023
  - Harry Belafonte Grammy-díjas amerikai énekes, színész, producer (* 1927)
  - Szélyes Imre Jászai Mari-díjas, erdélyi születésű magyar színművész, rendező, szinkronszínész (* 1944)
- 2024 – András Ferenc Kossuth-díjas magyar filmrendező, a nemzet művésze (* 1942)
- 2025 – Galkó Balázs magyar színész (* 1949)

## Nemzeti ünnepek, emléknapok, világnapok
- A Malária Elleni Küzdelem Világnapja
- Az Alaptörvény napja (Magyarország Alaptörvénye – Magyar Közlöny, 2011. április 25.)
- Olaszország nemzeti ünnepe, a Felszabadulás napja (a második világháború vége óta)
- Portugália: A szabadság napja (Dia da Liberdade), az 1974-es szegfűk forradalmának (Revolução dos Cravos) évfordulója

## Érdekességek
- Április 25-éről nevezték el Portugáliában, Lisszabonban a Tajo folyót átívelő, több mint 2 kilométer hosszú Április 25. hidat. (Átadása 1966 augusztus 6.-án.)
- Április 25. a nyugati kereszténységben a húsvétvasárnap lehetséges legkésőbbi időpontja.